# Conector Berg

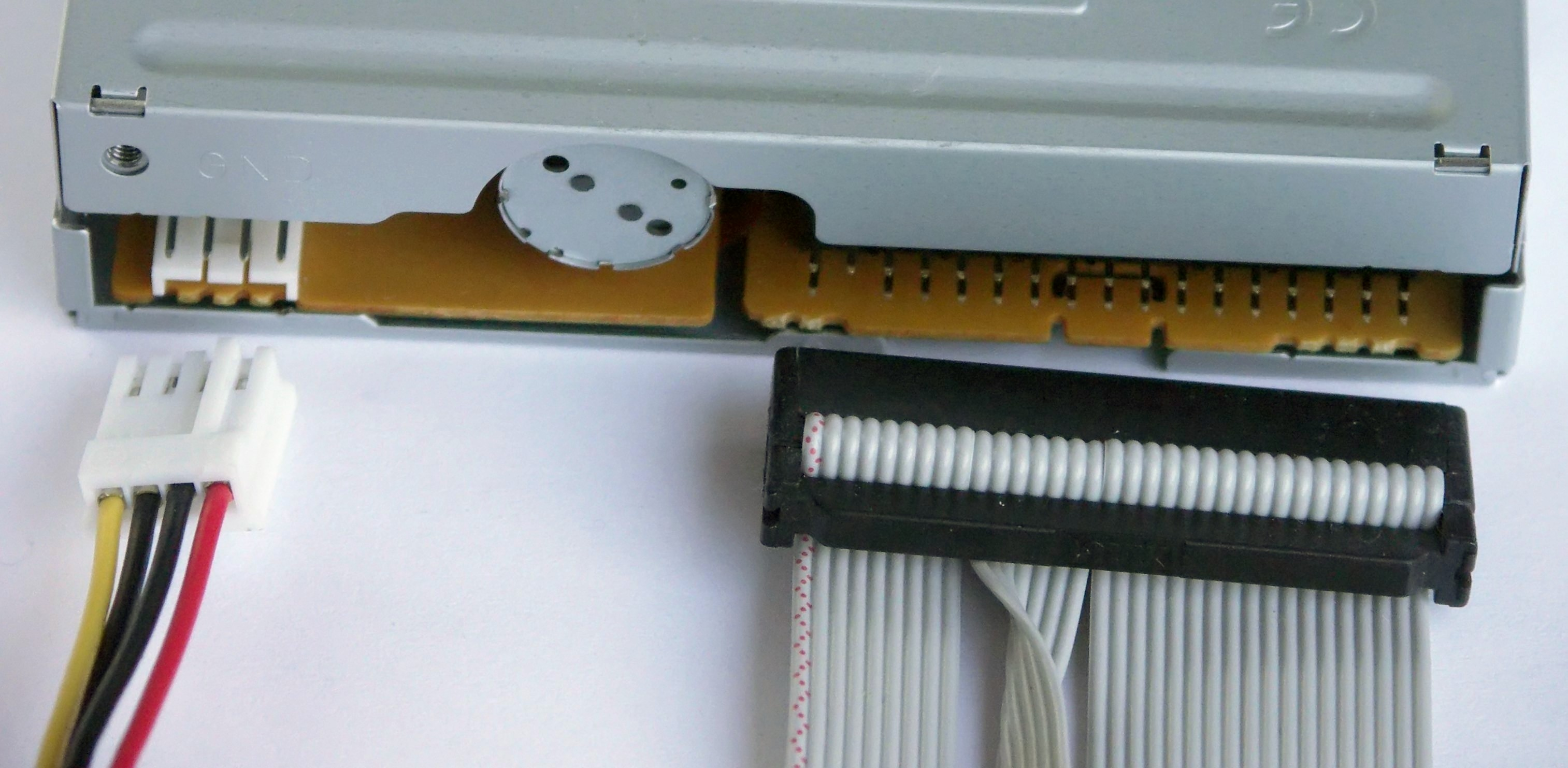
Parte de trás de um drive de disquete exibindo o contector de energia, Berg, à esquerda, e o conector de dados à direita.

Conector Berg é um tipo de conector usado na informática pelo drive de disquete que possui quatro fios (12v, 5v e dois terras). Diferente do Conector Molex, não possui forma que impeça que se ligue ao contrário, o que faz com que o drive de disquete não funcione e fique com a luz acesa direto, porém não se queimando. Atualmente está extinto das fontes.